# Muara Telang (Teluk Gelam)
Muara Telang is een bestuurslaag in het regentschap Ogan Komering Ilir van de provincie Zuid-Sumatra, Indonesië. Muara Telang telt 604 inwoners (volkstelling 2010).